# 澁谷果歩
澁谷 果歩（しぶや かほ、1991年5月20日 - ）は、日本のタレント、YouTuber、コスプレイヤー。元AV女優。

## 略歴
大学時代に河瀬由菜の芸名で着エロ系作品をリリースし活動。
東京スポーツ新聞社運動部記者を経て、2014年11月、アリスJAPANの専属女優としてAVデビュー。元東京スポーツ記者の経歴がデビュー時に話題となる。
2015年5月29日、AV女優によるアイドルグループ「SEXY-J」に新メンバー（会員番号9）として加入。8月5日に『夏のお嬢さん』でソロデビューした（2016年4月30日卒業）。
同年6月にアリスJAPAN専属を離れ、8月からアイデアポケット専属となること、をそれぞれ公式ブログで発表するものの、11月からフリー（企画単体女優、所謂キカタン）になることを公式ブログで発表。
2017年6月8日 - 6月11日、台北の新北工商展覽館で開催されたTAE (Taiwan Adult Expo) 台灣成人博覽會 に出演。
2018年1月1日に、マインズへ移籍した。
2018年2月17日、AbemaTV『偏差値32の田村淳が100日で青学一直線学歴リベンジ～』で、青山学院大学卒業生であると公表した（学部は不明）。なお中・高は東洋英和女学院。
2018年5月19日、都内で開催されたイベントで、AV卒業を発表。イベント前日に引退作の撮影が終了したと発表した。引退後もタレント活動は継続。事務所は退所。以後、無所属。 
2019年1月3日、執筆依頼が増えて公式BLOGを閉鎖。
2019年5月30日、デラべっぴんＲで、Hでためになるコラム『かほパイ淫グリッシュ』の連載開始。
2019年6月、かさいあみのLINEクリエイターズスタンプ作成。後進に枠を譲りたいことを理由に引退後も続けた水着系の仕事を同年10月に終えるも他は継続。
2020年4月、Twitch 配信開始 Shibuya_Kaho、9月に初の著書を出版。
2023年2月16日、2016年9月に出演したアダルトビデオ2作品について、市販されていない無修正の映像がインターネット動画サイトに投稿されていたことが2022年1月頃確認された件につき、「未編集データの適切な管理を怠った結果、映像が流出してプライバシー権や名誉権が侵害され」精神的苦痛を受けたとして、制作会社などに対し計740万円の損害賠償を求め東京地方裁判所に提訴した。流出して泣き寝入りという女優が多い中で「誰かがやらなくてはいけないと思った」と会見で述べている。また、のちのインタビューでは「恥ずかしいから訴えたのではない」「お金ではなく、再犯防止」「ただしあまりにも安い金額にしてしまうと、AVそのものの価値が低いとみなされてしまうのでそれは避けたい」と裁判の意味と意図を語っている。
2024年4月18日、日本外国特派員協会で「アダルトビデオ（AV）業界における出演者の権利」についての記者会見に出席。全編英語で対応した。
同年7月16日、“「龍が如く」最新作 ミナト区系女子オーディション”で合格。同最新作への出演が決定した。ミナト区女子のイメージのため、体重を10キロ落として臨んだ。

## 人物
- 東京都出身（千代田区一番町→目黒→品川[13]）だが、デビュー時は身バレ対策のため青森県出身とされていた。青森出身者であることを好意的に受け止めている青森出身のファンの存在を知り、公式ブログで東京出身であると明かした[26]。このカミングアウトは、両親に紹介された精神科医に、あなたの話は面白いといわれたことも起因しており、嘘で固めたプロフィールより等身大で行こうと決めたという[27]。
- 東京スポーツ新聞社入社前に読売新聞でインターンシップを経験している[28]。
- 趣味・特技は、ピアノ（弾いたことはある）、ギターと英語（英検1級、TOEIC990点[29]）。
- 父親はリングドクターも務める格闘技系医療関係者[30]。古巣のスポーツ紙記者から前田日明を介してAV女優活動が父に伝わった[30][31]。応援はされていないが見守ってくれ、早く知られたことを今では「嘘をつかなくてよかった」と記者ら関係者に感謝している[30]。父と兄の影響で小学生の頃から新日本プロレスに興味を持ち、棚橋弘至のファンとなるが、その後興味はWWEのトリプルHへと移り、それがきっかけとなり英語を勉強するようになった。
- 中学生でブラジャーのサイズがIカップであった。胸が大きくなった理由として、オナニーを幼少期から続けたとしている。乳房の重量は右が2.36kg、左が3.05㎏。
- AVデビュー作からパイパンだが、陰毛は生えたことがない[32]。デビュー当時は見出しが付けられることもあり、かなり恥ずかしかった[33]。
- 英検1級、TOEIC990点[34]で、通訳も副業とする。引退決意時には両親の勧めで医学部を受験し補欠合格したが[27]、もう1年勉強するのも嫌だったため、「澁谷果歩」名義での活動継続を選択した。これは女優のアフターキャリアとして隠さなくてもいいことを示すためでもあるという[27]。
- 引退の理由に「AVの仕事のマンネリ化」を挙げた。記者時代は女性であることがマイナスになることが多かったが、AV女優業を経ることで落ち込むことが減ったという[4]。ただし違法アップロード問題など不健全部分は指摘しており、業界すべてを肯定はしていない[4]。

## 作品

### アダルトDVD
- 超乳Jカップ 澁谷果歩パイパンデビュー（11月14日、アリスJAPAN）
- 初イキ4本番SEX（12月12日、アリスJAPAN）

- 混浴温泉に行こうよ（1月9日、アリスJAPAN）
- 汗と潮と愛液が止まらない汁だく性交（2月13日、アリスJAPAN）
- 出会って4秒で合体（3月13日、アリスJAPAN）
- バストアップサロンで悪戯された巨乳妻（4月10日、アリスJAPAN）
- 果歩との身がもたない新婚生活（5月8日、アリスJAPAN）
- 澁谷果歩 全パイズリ全セックス8時間（6月12日、アリスJAPAN）※総集編
- FIRST IDEAPOCKET（8月1日、アイデアポケット）
- セックス超好き澁谷果歩が10日間のハメ禁オナ禁を解禁して挑む理性が吹き飛ぶ愛のない発情ケダモノSEX（9月1日、アイデアポケット）
- 究極の乳フェチマニアックス（10月1日、アイデアポケット）
- はちきれんばかりの爆乳でウブな生徒をたぶらかす 美人女教師のわいせつ課外授業（11月1日、アイデアポケット）
- 凄いパイズリ、凄い挟射MANIAX（12月1日、MOODYZ）
- 射精大好きマサオ君と欲求不満お姉ちゃんのHなお留守番 3（12月1日、ワンズファクトリー）
- 爆乳ノーブラ四姉妹と子作り一夫多妻生活（12月1日、Fitch）共演：織田真子、中村知恵、折原ほのか
- ボイン大好きしょう太くんのHなイタズラ（12月3日、グローリークエスト）
- 爆乳ハミ乳競泳水着 かほ パイパンKカップ（12月4日、クリスタル映像）
- 中年おやじサークル中出しオフ会 6（12月4日、クリスタル映像）
- 友達の奥さん（12月7日、マドンナ）
- ボンデージガール Kカップ絶頂痙攣SEX（12月7日、Be Free）
- 人妻を虜にする 寸止め淫語レズビアン 〜娘の家庭教師の爆乳に堕ちた母〜（12月7日、ビビアン）共演：谷原希美
- ママ失格 4 〜ワルガキに寝取られ子●チ○ポに調教されて雌豚ザーメンタンク化する清楚ママ!〜（12月10日、ディープス）
- 女教師監禁レ×プ（12月13日、溜池ゴロー）
- OPPAI 一夫多妻スペシャル 巨乳2人と夢の中出し重婚生活（12月19日、OPPAI）共演：沖田杏梨
- 感度集中! ねっと〜り亀頭責め痴女 2（12月25日、痴女ヘブン）

- 超巨乳3姉妹と終わりのない射精（1月1日、MOODYZ）共演：八束みこと、北嶋あん
- 媚薬オイルが効きすぎて1度のセックスでは物足りず、連続2回＆中出しさせる発情ギャル 3（1月1日、DOC）他出演：綾野りさ、神木優愛
- 北青山高級アロマ性感オイルマッサージ16（1月1日、プレステージ）
- 淫語で誘う寸止め焦らし痴女 〜僕を生殺しにして愉しむ爆乳の新聞記者〜（1月1日、Fitch）
- 禁断介護（1月7日、グローリークエスト）
- 敏感巨乳女教師の放課後誘惑 〜秘めた欲望を満たす淫猥童貞食い〜（1月7日、マドンナ）
- 僕のねとられ話しを聞いてほしい 電器屋の男に汗だくで寝盗られた妻（1月7日、JET映像）
- ボクだけのご奉仕メイド（1月8日、クリスタル映像）
- 一年前に出会い系で知り合った爆乳のセックスフレンドから、ラブホテルで変態調教されている姿を撮影してほしいと頼まれたので、カメラの目の前で淫語を言わせておしっこをさせたり、見たこともない男友達を呼んで、いきなり生ち○ぽを挿入して中出しさせたりしてみました。（1月8日、クリスタル映像）
- 挟射好きが集まるパイズリOFF会（1月8日、ドリームチケット）
- 妊娠適齢期のKカップむっちりおばさんに23種類の玩具とマセガキチ○ポで種付けポルチオ開発（1月8日、DIY）
- ぶっかけ専用 爆乳ビキニ教師（1月25日、ダスッ!）
- AV女優の裏側リポート かたりたがーる（1月30日、HMJM）
- 超硬フル勃起じゅぽフェラごっくん伝説（2月1日、MOODYZ）
- 果歩のお口とセックスしてください（2月1日、ワンズファクトリー）
- 僕のペットは爆乳弁護士 〜敏感な乳房が咽び泣く法廷内調教〜（2月1日、Fitch）
- おっぱい保母さんが優しく育ててくれるから子作り（2月1日、ZUKKON/BAKKON）共演：千乃あずみ、倉多まお、羽鳥みか
- MAD ORGA 麻薬取締官絶頂遊戯 震え哭く巨乳の追憶（2月7日、アタッカーズ）
- レズビアン店員のいる乳揉みまくりランジェリーショップ（2月7日、ビビアン）共演：木南日菜、森はるら
- 私、実は夫の上司に犯され続けてます…（2月13日、溜池ゴロー）
- 媚薬オナニー狂いホテル盗撮 媚薬を飲んだと気づかずマンズリする出張OLが何回もイキまくっている最中に押し込みレイプ（2月18日、ナチュラルハイ）他出演：あおいれな ほか
- セルフおっぱい舐め（2月18日、グローリークエスト）他出演：折原ほのか、七草ちとせ、篠田あゆみ、本田莉子、三喜本のぞみ、愛乃まほろ、小西みか、松坂美紀、西村ニーナ
- 最高級Kcup 巨乳中出しソープ（2月19日、OPPAI）
- 真正中出し解禁（2月25日、本中）
- 俺が人妻達と乱交三昧の理由（2月25日、マドンナ）共演：三喜本のぞみ、水野朝陽、桜ちなみ、小早川怜子、中山理莉、菅野さゆき
- 快楽を求めて貪り合う、コスプレ巨乳美女の濃厚SEX（2月26日、ZIZ）
- 潮吹き腰振り騎乗位（3月1日、シネマユニット・ガス）
- 貴方だけを見つめ続ける 淫語中出しソープ（3月1日、Fitch）
- 無類の絶倫女優｢澁谷果歩｣からまさかの逆オファーで実現 100人斬り 射精したいそこの男子 かかってらっしゃい（3月1日、アイデアポケット）
- 爆乳変態痴女教師のイキ過ぎた性教育（3月4日、クリスタル映像）
- 回春 巨乳サロン（3月4日、ワープエンタテインメント）
- 最もエロくて強いレズは誰だ!?相手の愛撫から逃げるな!! ガチンコ全裸レズバトル 4 真っ正面からノーガードのイカセ合いレズバトル総当たりリーグ戦 〜巨乳レズテク至上主義宣言〜（3月5日、ROCKET）共演：篠田ゆう、松本メイ、折原ほのか、水原さな
- 身も心もアナルも捧げた美人記者（3月7日、アタッカーズ）
- レ●プ合法化っ!!!（3月13日、MOODYZ）共演：佳苗るか
- 熱帯夜（3月13日、溜池ゴロー）
- 夫婦で挑戦! 夫が澁谷果歩の凄テクを20分我慢できたら賞金 イカされちゃったら妻が寝取られ中出しSEX（3月13日、はじめ企画）
- 究極の妄想NEWS番組 女子アナがパイズリ巨乳ースSHOW（3月17日、ROCKET）
- 「ナマで入っちゃった!」 巨乳デリ嬢のオイル素股でチ○ポをマ○コに擦り付けてたら思わずフル勃起からの生挿入! 本番禁止のはずがナマ中出しまで許しちゃったドスケベ巨乳デリ嬢（3月17日、グローリークエスト）他出演：三喜本のぞみ、西川りおん、中山理莉、吹石れな
- 究極の妄想NEWS番組 女子アナがパイズリ巨乳ースSHOW（3月17日、ROCKET）
- パイズリだけのはずが…巨乳で挟む童貞チ○ポの初々しい反応に興奮しだし「私でいいなら」優しく筆おろし（3月17日、ナチュラルハイ） 他出演：大場ゆい、藍原マリン、可愛まゆ
- 彼女の妹とデリヘルでまさかの遭遇!! 巨乳な妹さんと彼女に内緒で中出しSEXライフ!!（3月19日、OPPAI）
- 巨乳スパイ0081（3月25日、Eドラ!）
- 願望叶う不思議な性感エレベーターvol03（3月25日、セレブの友）
- 絶対妊娠!ガン反り生チ○ポで孕ませ中出しSEX!（3月25日、本中）
- 失禁レ×プ監禁された巨乳コスプレイヤー（4月1日、MOODYZ）
- 親族相姦 きれいな叔母さん（4月1日、VENUS）
- ムチムチ泡姫同士のソープテク対決!! 巨乳レズソープファイト 高級レズソープ店のナンバーワンを決めるレズテクとプライドを賭けたイカセ合い!!（4月7日、ROCKET）共演:江上しほ、内山まい
- 爆乳ベロちゅうザーメンぶっかけパイパン秘書（4月8日、クリスタル映像）
- 完全ノーカット真性中出し（4月13日、MOODYZ）
- 淫語パイズラー（4月19日、ドグマ）
- 毎日10発中出しするまで終わらない粘着オヤジと濃厚SEX（4月19日、OPPAI）
- 素人おじさんとエロ酔いお散歩デート（4月21日、アイエナジー）
- マスターベーションインストラクション8 アナタだけの理想のカノジョ編（4月21日、ROCKET）他出演:通野未帆、夏希みなみ、若槻みづな、江上しほ、河音くるみ
- 壁にハマって中出しされちゃった!!（4月25日、本中）
- アナル舐め高級痴女サロン11（4月25日、セレブの友）
- 「そこの巨乳若奥さま 童貞くんの射精のお手伝いをしてくれませんか?」自慢のおっぱいでパイズリ射精してもらうつもりが優し過ぎて童貞喪失筆おろしセックス9（4月25日、ナンパJAPAN） 他出演:星野ひびき、真木今日子、河音くるみ
- 生中出しデカブラMANIAX（5月1日、シネマユニット・ガス）
- 緊縛奴隷孕ませオークション〜爆乳秘書の肉体に喰い込む麻縄〜（5月1日、Fitch）
- 高飛車で高学歴な女上司を冴えない部下がガン反りチ●ポで復讐した話（5月1日、MOODYZ）
- 尽きない快楽に理性は崩壊。（5月1日、TEPPAN）
- 近親［無言］相姦 隣にお父さんがいるのよ…（5月1日、VENUS）
- 澁谷果歩の凄テクを我慢できれば生★中出しSEX!（5月1日、ワンズファクトリー）
- 全作品 全コーナー収録 家宝確定 澁谷果歩COMPLETE BEST8時間（5月1日、アイデアポケット）※単体総集編
- 澁谷果歩 お貸しします。（5月6日、クリスタル映像）
- 汗だくスポコスレズビアン サンバのリズムで熱狂!爆乳ラテンアスリートの激アツレズカーニバル!!（5月7日、ビビアン）共演：篠田あゆみ
- 羞恥!野外腰砕け!激ヤバ・ビッグバンローターをマ○コに入れて潮吹きアクメデート!12（5月12日、サディスティックヴィレッジ）
- 極上おもてなし風俗フルコース（5月13日、ケイ・エム・プロデュース）
- 素敵なカノジョ 澁谷果歩 変態Kカップ爆乳パイパン痴女の潮吹きせっくす（5月13日、BACK DROP）
- 男根の誘い（5月13日、溜池ゴロー）
- マンズリ大好き巨乳淫語英会話講師（5月19日、グローリークエスト）
- 全裸巨乳家政婦（5月19日、OPPAI）
- Kカップ爆乳揉みっぱなし!ガクガク大量失禁アクメFUCK（5月19日、乱丸）
- 淫乱淫語セックス（5月19日、ドグマ）
- 巨乳デリヘル（5月25日、ゲインコーポレーション）
- アナル再解禁！義父に狙われた嫁のアナル（5月25日、マドンナ）
- 時間無制限!発射無制限!M男専用超高級中出し淫語ソープ（5月25日、痴女ヘブン）
- オナ禁チ○ポ30本を絶倫マ○コで抜きまくるパイズリ中出し大乱交（5月25日、本中）
- 今、自由が丘が熱い!本当はヤリたがっている素人娘で溢れているとの噂を聞きつけナンパ師を派遣!その場しのぎのテキトークでSEXまで持ち込むとビックリするくらいどエロい‘オンナ’ばかりで自慢のムスコもノックアウトされちゃいました!（5月25日、ナンパJAPAN）
- 朝から晩まで精飲セックス（5月26日、アイエナジー）
- コスプレイヤー澁谷果歩（5月27日、TMA）
- 触手 爆乳美女は中出しの餌食になって（6月1日、ワンズファクトリー）
- 女教師in… ［脅迫スイートルーム］ Teacher Kaho（26）（6月3日、ドリームチケット）
- 調教エステクラブ エビ反り潮吹きマッサージ（6月7日、BeFree）
- 中出しお義姉さんの誘惑〜淫らな爆乳で誘う兄嫁〜（6月7日、プレミアム）
- 親には内緒の姉近親相姦旅行（6月10日、TMA）
- 澁谷果歩 8時間 SPECIAL COLLECTION（6月17日、クリスタル映像）※単体総集編、Blu-ray版同時発売
- 麻薬捜査官 ヤク漬け膣痙攣（6月23日、アイエナジー）
- 濡れヌレ透けスケぬるテカ風俗（6月25日、痴女ヘブン）
- マゾ乳 生中出し（6月25日、ゲインコーポレーション）
- ナマイキ巨乳娘 鉄管拘束中出し奴隷（7月1日、MOODYZ）
- 娘のお友達と子供を作るので私、母親辞めます。（7月1日、ワンズファクトリー）
- スーパーガチンコ全裸レズバトルDYNAMITE 2016（7月7日、ROCKET）共演：水野朝陽、篠田ゆう、松本メイ、水原さな、本真ゆり、加納綾子、三浦春佳
- コスプレ（7月8日、クリスタル映像）※Blu-ray版同時発売
- 汗・潮・精液まみれ中出し大乱交（7月13日、MOODYZ）
- 不貞若妻! 7（7月13日、セレブの友）
- 極太アナル拡張初2穴中出し痙攣エクスタシー（8月1日、MOODYZ）
- 姉の匂い かほ 26歳 高校教師（8月6日、SODクリエイト）
- ROCKET8周年記念作品マイクロビキニでドキッ!巨乳20人!水泳大会2016（8月6日、ROCKET）共演：浜崎真緒、江上しほ、若槻みづな、あやね遥菜、篠田ゆう、水野朝陽、松本メイ、西条沙羅、本真ゆり、塚田詩織、青葉優香、逢沢るる、福咲れん、小西みか、可愛まゆ、綾波まこ、横山夏希、真木今日子、NOA、倖田李梨（司会）※ Blu-ray 同時発売（5000枚限定）
- あなた、許して…。 男やもめのブルース 4（8月7日、アタッカーズ）
- デカチンのせいでチ○コのポジションが定まらない僕は無意識にポジションを整える癖を義母さんに気づかれてしまい怒られるかと焦ったが『お父さんより立派ね』とヨダレをたらして欲情しはじめた。 (8月7日、VENUS)
- 寸止めSEX お願いだからイカせてください…13（8月13日、セレブの友）
- 巨乳20人！水泳大会の裏側でザーメンぶっかけエロドッキリ大作戦 えっ？こんなことしてたの!?本編の裏側で巨乳に精子かけまくり！ザーメンドッキリで女優さんのガチでスケベな裏の顔全部見せちゃいます!!（8月18日、ROCKET）共演：水野朝陽、浜崎真緒、松本メイ、江上しほ
- 澁谷果歩 8時間BEST（8月19日、OPPAI）※単体ベスト
- 寸止めSEX お願いだからイカせてください… 13（8月25日、セレブの友）
- 釣りバカおじさん日記 ～マドンナ澁谷果歩ちゃんとアジ釣りチャレンジ!!～（8月26日、TMA）
- 対魔忍アサギ ANOTHER STORY ～奴隷娼婦・墜落の対魔忍～（9月1日、ZIZ）共演：尾上若葉、森はるら ※「AV OPEN 2016」ハード部門 エントリー作品
- 上品VSやんちゃ ふたつの家族がエロすぎたからおもくそ子作り（9月1日、ZUKKON/BAKKON）共演：佐々木あき、AIKA、篠田あゆみ、吹石れな、波多野結衣、北川エリカ、夏目優希、土屋あさみ、あべみかこ ※「AV OPEN 2016」企画部門 エントリー作品
- 父が出かけて2秒でセックスする母と息子（9月7日、VENUS）
- 二次元系妄想AVドラマ もしも澁谷果歩とニプルファックできたら…（9月8日、ROCKET）
- 思わず○RECしたくなる着衣爆乳 果歩さん（10月7日、unfinished）
- 巨乳キャスター アナル調教24時 （10月13日、アタッカーズ）
- 勃起不全解消!! ヤレると噂の痴女人妻回春マッサージ（10月14日、ケイ・エム・プロデュース/BAZOOKA）他出演:波多野結衣、大槻ひびき、篠田ゆう
- もしもデカちんの僕が中出し過剰サービスで噂の人妻麻雀クラブで働いたら… (10月14日、ケイ・エム・プロデュース/BAZOOKA) 共演:篠田ゆう、川上ゆう、北条麻妃
- 『絶対3連射！！』 神テク回春マッサージサロン（10月20日、SODクリエイト）他出演:春原未来、羽月希、倉多まお
- 勇気を振り絞って興奮の頂点へ!!前から気になっていたあの美巨乳お姉さんにしてもらえるか!?キスだけでギンギンにフル勃起な童貞君の筆下ろし体験! 2 （11月10日、ホットエンターテイメント）他出演:江上しほ、他2名
- シジナシTV 与えられるのは場所と男優のみ! ぶっつけ本番即興ドラマ! （11月23日、SODクリエイト） 他出演:卯水咲流、広瀬うみ
- 二階に潜むレ×プ魔 （12月1日、グローリークエスト）
- 澁谷果歩やれんのか!?やってやる!! 全裸オイルキャットファイト8 FINAL 最強美女を決定する2016冬の陣！シリーズ最初で最後けじめの総当たりリーグ戦!!（12月8日、ROCKET）共演:西条沙羅、久我かのん、枢木みかん
- 思わず○RECしたくなる着衣爆乳＜神＞祭り2016 （12月8日、unfinished） 共演:小西みか、由來ちとせ、水澤りこ、西村ニーナ
- 近親乳姦（12月8日、ゲインコーポレーション）
- 世界一早漏男の連続射精SEX（12月8日、ROOKIE） 共演:桜ちなみ
- V 10周年記念作品 神乳 アナルレズ解禁作品!発情潮吹きアナル奴隷（12月8日、V）共演:風間ゆみ
- 女性専用風俗店で目醒めた絶頂レズビアン（12月13日、ビビアン） 共演:さくらみゆき
- SODファン大感謝祭!賢者タイムなし!何発も発射できる猛者が神!射精無制限ぜつりんバスツアー 超人気女優16人 VS 一般募集素人ファンによる夢の大乱交!総勢19名一泊二日79発射!（12月22日、SODクリエイト） 共演:飛鳥りん、戸田真琴、椎名そら、跡美しゅり、あず希、宮崎あや、小谷みのり、浜崎真緒、南まゆ、広瀬うみ、あべみかこ、水野朝陽、蓮実クレア、大槻ひびき、波多野結衣
- 「常に性交」ビキニマッサージ 5 （12月22日、SODクリエイト）共演:涼川絢音、向井藍
- 親の居ない日、僕は巨乳の姉とむちゃくちゃSEXした。（12月23日、TMA）

- 澁谷果歩の爆乳劇場 Kcup!93cm（1月1日、プラネットプラス）
- デカ尻ボインでムッチムチ♪（1月1日、MARRION）
- ターゲットはユーザーリクエスト祭り大使澁谷果歩 ちびっこセクハラ痴漢隊 お正月編（1月6日、ROCKET）
- はだかの家政婦 （1月13日、プラネットプラス）
- マジックミラー号×澁谷果歩 「そこのリーマン癒してあ・げ・る」逆ナンパ・真正中出し4連発!!! （1月19日、SODクリエイト）
- オス膣 雌イキ マルチプルオーガズム（1月25日、MOTHERS）
- 巨乳嫁の里帰り3 ～父さんと弟と私の肉欲三角関係～（2月1日、FAプロ）
- V 10周年記念 潮吹き女教師 引き裂きアナル拷姦（2月1日、V）
- 濃厚愛撫が気持ちよすぎて嘘をつく余裕がなくなった女優に「訊いてはイケナイこと」をインタビューしながら一流男優のチ○ポをハメたら全部しゃべって頭がおかしくなって泣きじゃくりながら超絶アクメ（2月2日、SODクリエイト） 他出演:広瀬うみ
- やりすぎ家庭教師 イヤと言えない爆乳パイパン先生 （2月3日、h.m.p）
- 澁谷果歩に酒を飲ませてみたらとんでもないことになった!（2月10日、プレステージ）
- 大きな乳と小さな体 澁谷果歩 byにしくん （2月16日、SODクリエイト）
- マイクロビキニでドキッ!巨乳20人!水泳大会2016 No,1セールス記念完全版（2月16日、ROCKET）共演:浜崎真緒、江上しほ、若槻みづな、あやね遥菜、篠田ゆう、水野朝陽、松本メイ、西条沙羅、本真ゆり、塚田詩織、青葉優香、逢沢るる、福咲れん、小西みか、可愛まゆ、綾波まこ、横山夏希、真木今日子、NOA、倖田李梨（司会）
- 鬼縛 'きばく' 5 （2月17日、MAD）
- 澁谷果歩SPECIAL BEST 4時間（2月24日、TMA） ※単体ベスト
- 台本のない中出しSEX（3月7日、本中）
- スポーツジムでセクハラされまくりの果歩ちゃんは、ムチムチレオタードの爆乳レディ（4月13日、AVS Collector's）
- お姉さんの爆乳がたゆんたゆん!丸裸エクササイズ!! VOL.02 （4月14日、ケイ・エム・プロデュース/UMANAMI） 他出演:清塚那奈、成宮みこと、舞野いつき、青木りん、三島奈津子
- 爆乳女子特有の肩こりの悩みを解決する!?マッサージ店のおっぱいもみほぐし治療!! VOL.02 （4月14日、ケイ・エム・プロデュース/UMANAMI） 他出演:清塚那奈、舞野いつき、水澤りこ、成宮はるあ
- 図書館で声も出せず糸引くほど愛液が溢れ出す敏感娘 20（4月6日、ナチュラルハイ）他出演:かなで自由、美月るな、斉藤みゆ、埴生みこ
- K-cupコスプレイヤー 激潮アナルローズBLACK （5月1日、V）
- 極アナル 地獄中出し （5月12日、ケイ・エム・プロデュース/REAL）
- 接吻多めのエロエロ痴女 （5月19日、ドグマ）
- 超絶テクで射精無制限!淫らな痴女が絡みつく中出し逆3Pクラブ （6月13日、Fitch）共演:若槻みづな
- 【NTR母子姦】個人的なお話ですが、どうやら妻と息子がヤっているらしい…俺が寝ついて5分後から起床する5分前までえげつないセックスをする妻と息子 （6月13日、EROTICA）
- 入院中の性処理を母親には頼めないからお見舞いに来た叔母にお願いしたら優しい騎乗位でこっそりぬいてくれた14 中出しスペシャル （7月6日、ナチュラルハイ） 他出演:塚田詩織、成澤ひなみ、阿川蘭
- 冴えない巨チンの僕がまさかのハメまくり撮影会 日焼けあとアイドル編 （7月14日、ケイ・エム・プロデュース/BAZOOKA） 共演:紺野ひかる、月本愛
- 老人たちに寝取られたセックスレスの夫を持つ爆乳嫁 （7月21日、クリスタル映像/NITRO）
- 【迷ったらコレ!】再生して3分で即ヌケます。澁谷果歩 4時間 （7月25日、ビッグモーカル）※単体ベスト
- 本気で赤面する、美少女の放尿!!澁谷果歩（7月25日、MAX-A）
- 爆乳美人5人姉妹 （8月1日、unfinished） 共演:推川ゆうり、三島奈津子、塚田詩織、葉月美音
- 爆乳マニアにしか撮れないノーハンドパイズリ 死ぬほど撮りたかった澁谷果歩（8月1日、シネマユニット・ガス）
- 澁谷果歩BEST Vol.1 （8月3日、グローリークエスト） ※単体ベスト
- スーパーヒロインドミネーション地獄 31 魔法美少女戦士フォンテーヌ （8月11日、GIGA）
- 女幹部ラルーサ 戦隊レッド逆凌辱 （8月25日、GIGA）
- 熟シャッ!! W SEXとスペレズと美熟女 （9月1日、ワープエンタテインメント）共演:風間ゆみ ※「AV OPEN 2017」 人妻・熟女部門 エントリー作品
- プロ男優でも間違う、正しいSEXのやり方を人気女優がレクチャー!澁谷果歩&春川せせらが一流男優を女装子にさせて、女性が求める本当に気持ち良いセックスを教えます! （9月7日、SODクリエイト） 共演:春川せせら
- 巨乳若妻媚薬拘束潮吹きイカセ （9月8日、ケイ・エム・プロデュース/REAL）
- 混浴温泉痴漢 2 痴漢師から逃げる巨乳女を捕まえて追い込みピストンでイカセろ!（9月21日、ナチュラルハイ） 他出演:涼海みさ、斉藤みゆ、紗籐まゆ
- 「あの人にもう一度逢ってヤラれたいスペシャル 優しくヌいてくれた熟年爆乳看護師と童貞君を二人きりにしたら…まさかの生ハメ!膣内で暴発されて何度も中出し(ハート)」（9月21日、DANDY）
- HYPER電マサドル自転車 （9月21日、ROCKET）共演:浜崎真緒、桜乃ゆいな
- 買ったばかりのハンモックで寝ていたノーブラ巨乳姉のおっぱいがトコロテン状態! （9月21日、ROCKET）他出演:浜崎真緒、桜乃ゆいな
- お前の体は犯罪だ!!セックスしたがりKカップエステティシャン （10月7日、桃太郎映像出版）
- レズビッチ・ライジング 恥辱の蜜汁が飛び交う羊たちの淫虐 （10月20日、レズれ!）共演：涼川絢音、原美織
- パートちゃん。服破けそう…Kカップ 果歩 飲食店勤務の「むっちむち」「爆乳」「ドM」三拍子揃ったメガネ地味主婦、店長と絶賛不倫中 （10月25日、ビッグモーカル）
- 熟女レズ 為替ディーラーと人妻（11月7日、ルビー）共演:彩奈リナ
- 超・絶頂 （11月10日、ケイ・エム・プロデュース/REAL）
- レズタチアニマルエクスタシー（11月20日、レズれ!） 共演:桐嶋りの
- 中出し人妻不倫旅行（11月25日、ビッグモーカル）
- ヤリマンワゴンが行く!!ハプニング ア ゴーゴー!!澁谷果歩とリズの珍道中 （12月7日、桃太郎映像出版）共演:鈴木リズ
- 爆乳レズビアン バリタチ快楽調教 ～新人グラドルをフェムネコにさせる先輩グラドル～ （12月13日、Fitch）共演:後藤里香
- 母子交尾 ～只見路～ （12月19日、ルビー）
- 爆乳Kカップママ いじめっ子がボクの家族乗っ取りNTR いじめっ子のデカチンにパパは太刀打ち出来ずママが何度もイカされ中出しされた話 (12月19日、熟女はつらいよ)

- 男が何もしないビデオ（1月12日、ケイ・エム・プロデュース/REAL）
- 威圧系 痴女 澁谷果歩 途中で萎えたらぶっ殺す！（1月20日、レディックス）
- 出会った瞬間、レズビアンセックスしちゃうぞ ガチドッキリ！ 神波多一花がレズの撮影だと知らないで現れた超人気女優、巨乳の澁谷果歩とロリっ娘、栄川乃亜と出会ってすぐにレズプレイ!（1月25日、ビビアン） 共演:栄川乃亜、神波多一花
- 愛戦士バトラーK（2月9日、GIGA）
- 「何発だって出来るんだから!」童貞に悩む息子が義母に悩みを相談!豊満過ぎるデカ乳に我慢できなくなった息子は父が居るにも関わらず強制生挿入!逃げる母親を抑えつけ家中どこでもハメまくる!3 (3月9日、V&R PRODUCE) 他出演:二階堂ゆり、彩奈リナ
- 素敵なカノジョ 澁谷果歩 2 爆乳パイパン痴女の中出しぶっかけ輪姦絶叫潮吹きせっくす（3月13日、BACK DROP）
- 爆乳姉ちゃんが四六時中挑発してきて困っちゃうんです (4月5日、グローリークエスト)
- 子育てが一段落したデカ乳母が仕事復帰!久しぶりに着用したスーツから垣間見える谷間に童貞息子はフル勃起!母に媚薬を飲ませると触れるだけで感じる敏感ボディに！父には内緒で母性溢れるオッパイ堪能しながら何度も中出し! (4月13日、V&R PRODUCE) 他出演:二階堂ゆり、塚田詩織
- 「『おばさんを興奮させてどうするの?』久しぶりに若くて硬い少年チ○ポを見て欲情した巨乳淑女の汗だく反応を見逃すな!」Vol.4 (4月26日、DANDY) 他出演:三原ほのか、児玉るみ
- 艦隊美少女コスプレイヤー (4月27日、TMA) 共演:坂咲みほ、枢木あおい
- 抜かずの3連続中出し温泉旅館痴漢 全員爆乳SP! (5月6日、アパッチ) 他出演:桜ちなみ、若月みいな、羽生ありさ、優月まりな
- 監督 澁谷果歩 主演女優 澁谷果歩 (妹) 澁谷果歩完全自主制作持込作品 妹の爆乳は一見にしかず! (5月14日、チェリーズれぼ) ※監督兼任
- 魅惑のおっぱい奴隷 02（5月25日、MAD）共演：涼海みさ
- アナタごめんなさい…。私寝取られました…。【果歩】Kカップ（5月25日、ビッグモーカル）
- パートちゃん。発育良すぎ…いやらしい変態セックス 4時間（5月25日、ビッグモーカル）他出演：三島奈津子、西園さくや、羽生ありさ
- M男クンのアパートの鍵、貸します。（6月1日、ワープエンタテインメント）
- 肉感イズム（6月7日、ビッグ・ザ・肉道/妄想族）
- BOIN GRAMMAR エロすぎるKcup爆乳ボディ 悩殺 癒し痴女お姉さん（6月14日、ゲインコーポレーション）
- 「『私のせいで集中できなくてゴメンね』受験生を勃起させた巨乳おばさん家庭教師はヤらずには勉強を進められない」VOL.2（6月21日、DANDY）他出演：篠田ゆう
- M男遊戯 ドSテティシャン おしっこをドバドバぶっかけるKカップ巨乳 (7月12日、アキノリ)
- 妄想アイテム究極進化シリーズ 絶対に勃起しちゃう!普通のビーチがヌーディストビーチに見えるメガネ（7月12日、ROCKET）共演：優月まりな、浜崎真緒、森はるら、新垣智江、笹倉杏、宇多田あみ、橘メアリー
- 澁谷果歩の露出サポ（7月19日、山と空）
- おっパブなのにまさかの本番アリ!?こっそり生ハメ中出しさせてくれる爆乳キャスト（8月1日、Fitch）
- ヘンリー塚本 男を腑抜けにするでっかい乳房（おっぱい）（8月13日、FAプロ）他出演：吉川あいみ、塚田詩織、秋吉多恵子
- 中出しお義母さんが教えてあげる 乳房から伝わる義母の愛（8月23日、ビッグモーカル）他出演：佐々木あき、倉多まお
- 澁谷果歩 引退作品 3穴中出しごっくん ファン感謝祭170分Special!（9月1日、Fitch）
- たっぷりのデカパイズリで男を悦ばせる澁谷果歩のチジョテク（9月7日、ワープエンタテインメント）
- レズテクNo.1決定戦 台本なしのイカセ合いバトル! DOCUMENT LESBIAN 2018 Season．2（9月7日、ビビアン）共演：大槻ひびき、小谷みのり、浜崎真緒、愛里るい、優梨まいな、佳苗るか、高杉麻里
- すっごい小便!!（9月28日、ケイ・エム・プロデュース/REAL）

- 淫汁オルガズム催淫中出し4時間40連発BEST（1月25日、ケイ・エム・プロデュース/REAL）他出演：阿部乃みく、蓮実クレア、大槻ひびき

- まるっと!澁谷果歩 (1月1日、プラネットプラス) ※単体ベスト

### VR
- 澁谷果歩 ハメ潮生中出しSEX!VRならではの臨場感!思わず避けてしまう潮吹き!!（3月15日、ブイワンVR）
- 澁谷果歩の最高級Kカップおっぱいで目の前が圧迫される爆乳密着激揺れ騎乗位中出しSEX（4月26日、SODVR）
- 最強人気女優4人 × SODVR 澁谷果歩、春原未来、波多野結衣、浜崎真緒 気持ち良すぎる究極ハーレムSEX「イカせすぎちゃってゴメンなさい」キスと淫語もたっぷり全員挿入全員中出しスペシャル（4月26日、SODVR）共演：春原未来、波多野結衣、浜崎真緒
- 爆乳人妻との濃厚不倫SEX!VRで味わう本物の背徳感!!（5月31日、HIND）
- VR最巨乳!淫乱女教師の中出し性教育のレビュー（5月31日、HIND）
- おもちゃで強制絶頂 目隠し緊縛×オイルの爆乳いじりで鬼イカセ!（5月31日、HIND）
- 全身舐め舐めよだれダラダラ ハーレムオナニー（6月27日、KMPVR）共演：紺野ひかる、月本愛
- 秋○原のメイドは絶対やらないローションぬるぬるハーレムセックス（6月27日、KMPVR）共演：紺野ひかる、月本愛
- 爆乳Kカップで密着中出しエクササイズSEX（7月14日、KMPVR）
- 女ハ男ヲ目デ犯ス ver.中出しふたり責め（8月1日、ワープエンタテインメント）共演：風間ゆみ ※「AV OPEN 2017」VR-1グランプリ エントリー作品
- 何回射精しても終わらない超絶倫連続中出しSEX（10月13日、エロタイム）

- もしも澁谷果歩が癒し系メンズエステシャンだったら…（1月16日、KMPVR）
- シャワールームでいちゃいちゃ洗いっこ手コキ（1月18日、AVVR）
- もしも澁谷果歩が僕の奥さんだったら…（2月27日、KMPVR）
- 本当にキス出来そうな空気感がスゴイ! 4人の人気AV女優に耳元で淫語を囁かれ順番にハメられる（3月8日、SODVR）共演：春原未来、波多野結衣、浜崎真緒

### イメージDVD
- Kaho 実る果実はJカップ（2015年5月14日、REbecca）
- プレミアムヌード（2015年7月31日、スパイスビジュアル）
- 澁谷果歩はオレのカノジョ。（2015年12月25日、GARDEN）
- ヴィーナス・テルメ（2017年7月28日、オルタックスソフト販売）
- 裸神（2017年11月25日、Air Control）

## 出演

### テレビ
- おっぱい×おっぱい2（2015年4月2日 - 9月2日、エンタ!959）共演：長瀬麻美
- チャンネル生回転TV Midnightザップ!（2015年8月3日、BSスカパー!）
- BAZOOKA!!!（2016年4月25日、BSスカパー!）
- もう!バカリズムさんのドH!（2016年5月23日、NOTTV）
- NONFIX「脱ぐオンナたち　アイドルになる」（2016年12月16日、フジテレビ）[35]他出演：尾上若葉、浅田結梨
- 澁谷果歩のたわわチャレンジ（2017年3月2日 - 、エンタ!959）
- ゴッドタン（2017年7月2日、テレビ東京）
- じっくり聞いタロウ〜スター近況（秘）報告〜（2018年7月27日、テレビ東京）

### Webテレビ
- オンナの噂研究所（2016年、BeeTV）
  - 第225話 キスをするだけで人は恋に落ちるのか? 同棲編
- イベルトpresents!ナマイベルト!（2016年11月29日、ニコニコチャンネル「イベルト!チャンネル」） 他出演:きみと歩実、浜崎真緒、春宮すず
- トイズハートプレゼンツハートの部屋（仮）（2017年2月24日&2018年3月16日、ニコニコチャンネル「オトコのカラダチャンネル」）第4回ゲスト[36]、第２８回ゲスト[37]
- Xmasチェリー人狼2（2017年12月20日、ニコニコチャンネル「ゲーム実況天国」）
- 偏差値32の田村淳が100日で青学一直線〜学歴リベンジ〜（2017年12月9日 - 2018年1月13日、2月17日、AbemaTV） - インテリ芸人チーム[38]
- 桃色♡ゲームチャンネル（2018年2月1日[39]、AbemaTVウルトラゲームス） - 桃色ガールズ
- グラドルVSセクシー女優！水泳大会2018春（2018年3月23日、AbemaTV AbemaGOLD）[40]
- DTテレビ（2018年9月28日、10月19日、AbemaTV）
- 極楽とんぼKAKERUTV（2018年10月25日[41]、AbemaTV）
- バラエティ開拓バラエティ 日村がゆく!（2018年11月21日、AbemaTV）
- トイズハートプレゼンツ「かさいあみのやおい穴」（2018年11月22日、ニコニコ生放送 オトコのカラダチャンネル）[42]、MC：かさいあみ、第19回ゲスト[43]。
- トイズハートプレゼンツ私がオタクなばっかりに（2019年3月4日、ニコニコチャンネル「オトコのカラダチャンネル」）第11回ゲスト[44][45]
- トイズハートプレゼンツ「わたオタ」（2019年6月24日、ニコニコ生放送）＊第１４回ゲスト[46]*新宿レフカダにて公開生放送[47][48]
- 給与明細（2021年2月15日、ABEMA）[49]

### 映画
- やわ乳太夫 月夜の恋わずらい（2016年2月12日公開、監督・脚本:荒木太郎、OP映画） - 「紺屋高尾」役（主演）

### オリジナルビデオ
- 改造少女 サイボーグ・ガールズ（2020年5月2日、竹書房）木村沙也役[50]

### イベント
- P.P.P. 〜今夜はプ女子パーティーでイっちゃうぞバカヤロー！inパラダイス〜佐倉絆プロレス女子入門！ 玉城マイ＆澁谷果歩がビシビシ鍛える120分一本勝負！（2016年11月4日、新宿レフカダ）[51]
- Hentai Con 2018（2018年11月、アメリカ合衆国・バーバンク）
- Animé Los Angeles 2020（2020年1月、アメリカ合衆国・オンタリオ）
- Anime Matsuri 2021（2021年7月、アメリカ合衆国・ヒューストン）
- Animé Los Angeles 2022（2022年1月、アメリカ合衆国・ロングビーチ）
- オタコン 2022（2022年7月、アメリカ合衆国・ワシントンD.C.）
- Northwest IdolFest 2022（2022年10月、アメリカ合衆国・シアトル）
- Animé Los Angeles 2023（2023年1月、アメリカ合衆国・ロングビーチ）
- アニメ・エキスポ 2023（2023年7月、アメリカ合衆国・ロサンゼルス）
- オタコン 2023（2023年7月、アメリカ合衆国・ワシントンD.C.）
- Animé Los Angeles 2024（2024年1月、アメリカ合衆国・ロングビーチ）
- Anime Boston 2024（2024年3月、アメリカ合衆国・ボストン）
- アニメ・エキスポ 2024（2024年7月、アメリカ合衆国・ロサンゼルス）
- Animethon 2024（2024年8月、カナダ・エドモントン）
- Connichi 2024（2024年9月、ドイツ・ヴィースバーデン）

### テレビアニメ
- 悶えてよ、アダムくん（2024年、胡桃沢結衣）

## 書籍等

### 写真集
- THE SCOOOOP!!（2015年4月8日、双葉社、撮影：西條彰仁）ISBN 978-4575308655
- KAHOPAI（2016年11月25日、彩文館出版、撮影：塩原洋）ISBN 978-4775605837
- 原寸大おっぱい図鑑 Ecstasy（2017年11月17日、一迅社　撮影：須崎祐次）Kカップ担当[52] ISBN 978-4-7580-1579-0

### モデル
- Best Nude Pose ベスト・ヌードポーズ「ヌード編4」 澁谷果歩（2017年1月24日、 オークス）ISBN 978-4-7990-0861-4

### 連載
- 週刊大衆ヴィーナス「気持ちよくなるためのSEXスコアブック」（2015年7月4日 - 、双葉社）
- デイリースポーツ（2015年 - 、神戸新聞社）
- デラべっぴんＲ「かほパイ淫グリッシュ」(2019年5月30日 - 、ジーオーティー)[17]
- メンズサイゾー「澁谷果歩・処女膜再生プロジェクト」（2020年1月3日 - 、サイゾー）[53]

### 単行本
- AVについて女子が知っておくべきすべてのこと（2020年9月17日、サイゾー）[54]
- The Japanese Porn Industry Unmasked: An Insider’s Guide by Kaho Shibuya（2023年3月22日、Bento Books, Inc. ）Tony Gonzalez翻訳、英語圏向け単行本

### 電子書籍
- AV女優の流儀 モザイクの向こうで繰り広げられる男と女の裏事情（2019年7月31日、スマートブックス）

## ディスコグラフィー

### シングル
- 夏のお嬢さん（2015年8月5日、FIRST MUSIC（スペースシャワーネットワーク））

### 配信限定シングル
| 発売日         | タイトル                 | 備考                                 |
| -------------- | ------------------------ | ------------------------------------ |
| 2022年5月25日  | Press Start              |                                      |
| 2022年5月25日  | ココロハイテンション     |                                      |
| 2023年4月26日  | Motto!                   |                                      |
| 2023年7月26日  | 一期一会                 |                                      |
| 2023年11月15日 | タピオッケー             |                                      |
| 2023年12月22日 | ギンギンパーフェクション | アニメ『悶えてよ、アダムくん』主題歌 |
| 2024年1月22日  | Pure Pure Seiso          |                                      |
| 2024年6月27日  | Day & Night              |                                      |
| 2024年10月26日 | Wanna Know               |                                      |
| 2025年6月9日   | コンビニへ行こう         |                                      |

### 参加作品
| 発売日        | タイトル                                       |
| ------------- | ---------------------------------------------- |
| 2021年12月3日 | Around Akiba『Electric Town (feat. 澁谷果歩)』 |

## インタビュー
- 『かほパイ』AV女優ファイナルインタビュー！Ｋカップ爆乳･澁谷果歩が東風克智に引退作を語る！▼出演男性陣にサプライズ。撮影現場で「引退発表」そして監督にも内緒でアナルプラグ？！▼撮影中に感極まって「目から潮が…」▼デビュー直後の作品で実は隠れて精子ゴックンしてた？！【第１回】(2019年1月3日、ＦＡＮＺＡニュース)[55]
- AV撮影中に「私は人の役に立つ仕事をしてたんだ！」と気付いて引退を先延ばし。女優観どころか人生観が大きく変わった5月18日の出来事とは…「AV女優･澁谷果歩はアマチュアでした…」▼漫画＆ゲーム大好き！「女の子キャラに興奮するんですよ。●●●ちゃんを抱きたい！」【東風克智が迫る！澁谷果歩AV引退惜別インタビュー第２回】(2019年1月14日、ＦＡＮＺＡニュース)[56]
- ボインフルエンサー澁谷果歩「引退後は何になりたいの？」の問いに「誰かの彼女になりたいです！」そして『ボインスタ映え』する服を作る！▼50代男性に授乳手コキ！？▼パイズリするとき男優さんが〇〇だと…ショックでした。【爆乳ＫカップAV引退惜別インタビュー最終回！】(2019年2月5日、ＦＡＮＺＡニュース)[57]
- 【海外でも大人気　澁谷果歩インタビュー！】「一般の男性を紹介してもらって、SEXをしてみたら、今までの人生の中で、一番気持ちよかったんですよ！」「50人の男優さんとSEXがしたいという目標があったんです」前編(2019年5月28日、デラべっぴんＲ)[58]
- 【海外でも大人気　澁谷果歩インタビュー！】「『このボールどうしようかなぁ、甘いけど好みじゃないんだよなぁ。でも打っとけ！』ってのはありましたね」「普段では見れない自分の姿が見れるから、SEXが好きというのはありますね」後編(2019年5月29日、デラべっぴんＲ)[59]